# Archer MacMackin
Archer MacMackin, all'anagrafe Archibald Paul McMakin, (Lake City, 7 febbraio 1888 – Des Moines, 8 febbraio 1961), è stato un regista, sceneggiatore e produttore cinematografico statunitense.

## Biografia
MacMackin comincia a lavorare nel cinema a Chicago per la Essanay Film Manufacturing Company. Nel 1909, è incaricato del reperimento delle storie a soggetto che servono per le produzioni della compagnia. Fa il suo esordio come regista nel 1912, dirigendo The 'Lemon', film a un rullo interpretato da Dolores Cassinelli. L'anno dopo, il 1913, oltre a continuare nella carriera di regista, produce anche quattro film. Scrive pure soggetti e sceneggiature cinematografiche fino al 1920, firmando 11 soggetti.
La sua carriera di regista finisce, invece, nel 1916, dopo aver diretto 80 pellicole.
Muore l'8 febbraio 1961, a Des Moines, nello Iowa - suo stato natale - il giorno dopo aver compiuto 73 anni.

## Filmografia

### Regista
- The 'Lemon' (1912)
- Teaching a Liar a Lesson (1912)
- After the Reward (1912)
- The Butterfly Net
- The Understudy (1912)
- Her Hour of Triumph (1912)
- The New Church Organ  (1912)
- Chains (1912)
- The Iron Heel (1912)
- The Final Judgment (1913)
- The Whip Hand (1913)
- The Right of Way (1913)
- The Way Perilous (1913)
- The Toll of the Marshes (1913)
- Reuben's Busy Day
- A Sage Brush Leading Lady
- Soul Mates
- A Mountain Goat
- Shot in the Fracas
- Rural Romeos
- Finished at Sea
- The Chaser  (1914)
- His Neighbor's Pants
- Too Many Wives (1914)
- The Big Stick
- The Madonna (1915)
- Ex-Convict 4287 (1915)
- Refugees - (con il nome Archer McMackin) (1915)
- Dixie's Day Off - (con il nome Archer McMackin) (1915)
- Love, Fireworks and the Janitor - (come Archer McMackin) (1915)
- Fares, Please! - (con il nome Archer McMackin) (1915)
- Skipper Simpson's Daughter
- She Winked
- When Empty Hearts Are Filled (1915)
- The Altar of Ambition (1915)
- The Stay-at-Homes (1915)
- The Redemption of the Jasons - cortometraggio (1915)
- The Mollycoddle - cortometraggio (1915)
- One Woman's Way
- The Guy Upstairs - cortometraggio (1915)
- Applied Romance
- His College Wife - cortometraggio (1915)
- Betty's First Sponge Cake - cortometraggio (1915)
- Cupid Takes a Taxi - cortometraggio (1915)
- Jimmy on the Job
- The Honeymooners - cortometraggio (1915)
- His Mysterious Profession - cortometraggio (1915)
- Green Apples
- Plot and Counterplot
- Incognito - cortometraggio (1915)
- Everyheart
- Love, Mumps and Bumps - cortometraggio (1915)
- Mother's Busy Week - cortometraggio (1915)
- Billie, the Hillbilly
- Touring with Tillie
- Billy Van Deusen's Campaign
- Her Adopted Father
- Billy Van Deusen and the Merry Widow
- Making Over Father
- Billy Van Deusen's Last Fling
- A Girl, a Guard, and a Garret
- Settled Out of Court (1916)
- Billy Van Deusen's Shadow
- Mischief and a Mirror
- Billy Van Deusen's Wedding Eve
- Won by One
- Billy Van Deusen and the Vampire
- Johnny's Jumbles - cortometraggio (1916)
- A Gay Blade's Last Scrape
- Plotters and Papers
- Cupid at Cohen's
- A Trunk an' Trouble
- Bumble's Job
- Billy Van Deusen's Muddle
- Peanuts and Powder
- Number Please?
- Bugs and Bugles
- Billy Van Deusen's Ancestry
- Skelly's Skeleton
- Billy Van Deusen's Fiancee
- Adjusting His Claim
- Billy Van Deusen's Operation
- Billy Van Deusen's Egg-Spensive Adventure
- The House on Hokum Hill
- When Adam Had 'Em
- Billy Van Deusen's Masquerade
- Two Slips and a Miss
- In the Land of the Tortilla
- Gamblers in Greenbacks
- Dare-Devils and Danger
- Billy Van Deusen, Cave Man

### Sceneggiatore
- The Toll of the Marshes, regia di Archer MacMackin (1913)
- Refugees, regia di Archer MacMackin (1915)
- Dixie's Day Off, regia di Archer MacMackin (1915)
- Fares, Please!, regia di Archer MacMackin (1915)
- Skipper Simpson's Daughter, regia di Archer MacMackin (1915)
- She Winked, regia di Archer MacMackin (1915)
- No Soup, regia di Roy McCray (1915)
- The Pointed Finger, regia di A.W. Rice (1917)
- The Winged Mystery, regia di Joseph De Grasse (1917)
- The Purple Lily, regia di Fred Kelsey (1918)
- The Rookie's Return, regia di Jack Nelson (1920)

### Produttore
- The Whip Hand, regia di Archer MacMackin (1913)
- The Right of Way, regia di Archer MacMackin (1913)
- The Way Perilous, regia di Archer MacMackin (1913)
- The Love Lute of Romany, regia di Theodore Wharton (1913)